# Ackerterrasse
Als Ackerterrassen werden treppenartig an Hängen angeordnete Ackerflächen bezeichnet, welche durch das Zusammenwirken von hangparallelem Pflügen und talseitiger Bodenerosion entstanden sind. Sie bestehen aus ebenen Terrassenflächen mit ackerbaulicher Nutzung und stark geneigten Terrassenhängen oder -rainen. Ackerterrassen stellen ein Relikt einer vergangenen Flurgliederung dar und prägen als historisches Kulturlandschaftselement das Landschaftsbild.

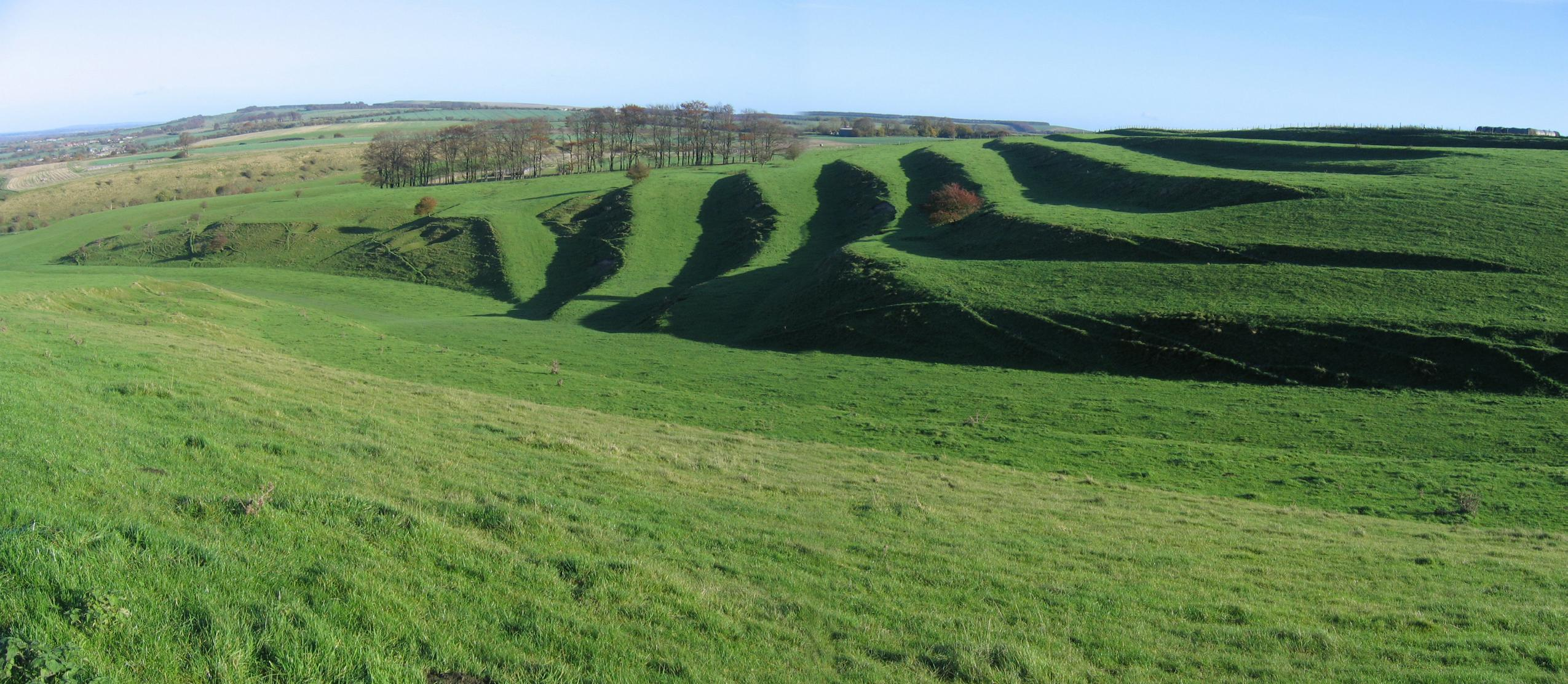
Ackerterrassen bei Bishopstone in Wiltshire (Südengland)

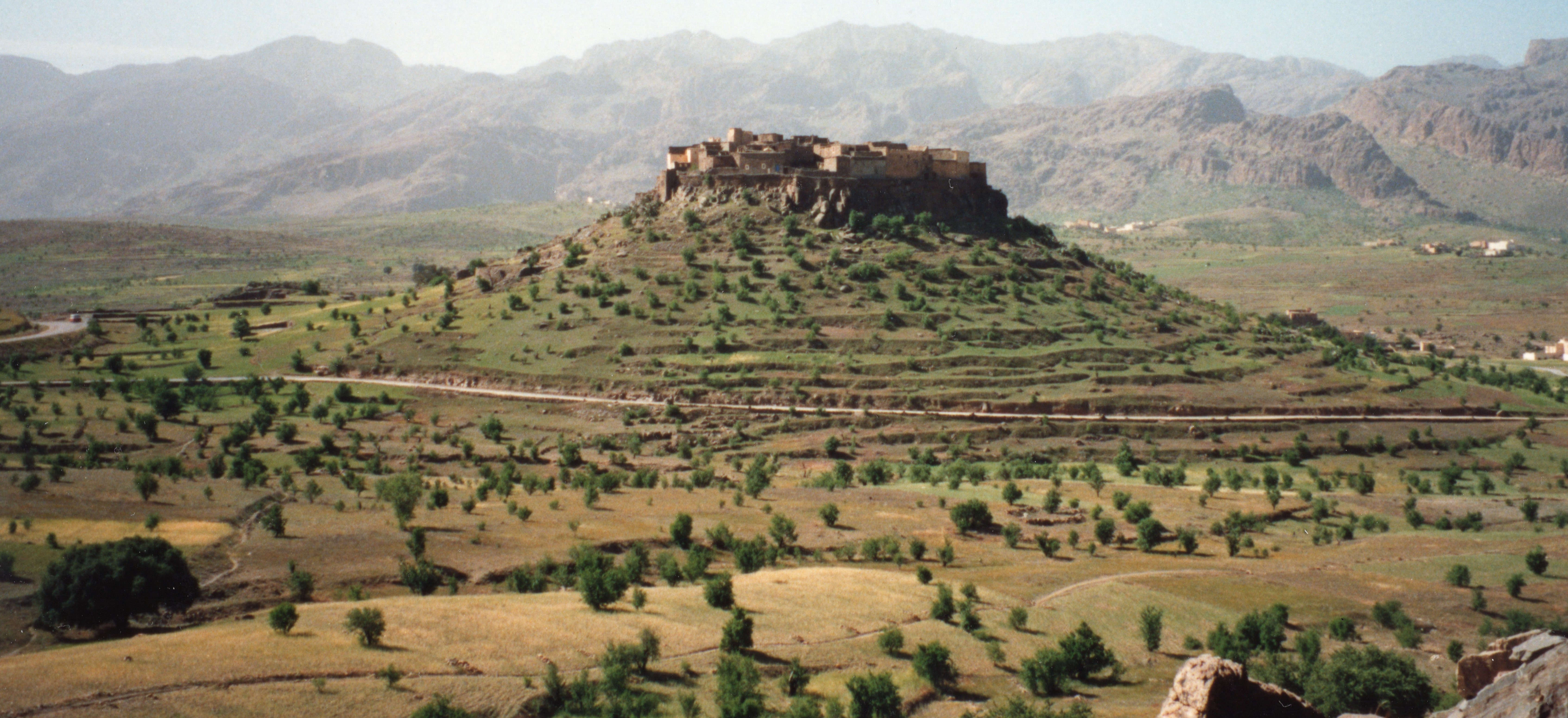
Terrassierte Hänge bei Tizourgane (Südmarokko)

## Charakteristik
Die Höhe der Geländestufen variiert. Noch erhaltene, europäische Ackerterrassen aus dem Hochmittelalter, die seit der Wüstungsperiode des Spätmittelalters unter Wald sind, erreichen meist nur Höhen von wenigen Dezimetern. An Lößhängen in Deutschland werden Absätze von bis zu zwei Metern erreicht, in China bis zu neun Metern.

## Entstehung
In Europa wurden Ackerterrassen seit dem Mittelalter zur Erweiterung der Ackerflächen auf Hanglagen angelegt. Naturräumliche Gegebenheiten und anthropogene Faktoren begünstigten die Entstehung von Ackerterrassen. Bei landwirtschaftlicher Nutzung stark geneigter Hänge wurden die Ackerparzellen hangparallel angelegt. Durch die Bodenbearbeitung, insbesondere durch hangparalleles Pflügen immer in einer Richtung, wurde das Bodenmaterial an der Unterseite der Nutzungsparzelle akkumuliert. Hierdurch haben sich Geländestufen gebildet, so dass die einzelnen Äcker deutlich erkennbar voneinander abgesetzt sind und Terrassen bilden, die etwas weniger geneigt sind, als dies der Hang vorher war. Verstärkt wird dieser Effekt dadurch, dass unmittelbar oberhalb der Stufen das Gelände nahezu eben ist, so dass durch natürliche Denudation abgespültes Material dort ebenfalls akkumuliert wird.
Auch bewusst angelegte Terrassierungen werden als Ackerterrassen bezeichnet. Diese dienten bei geneigten Hängen insbesondere dem Schutz vor Bodenerosion und der besseren Bearbeitbarkeit.

## Verbreitung
Voraussetzung für die Anlage bzw. Entstehung von Ackerterrassen ist eine ackerbauliche Nutzung bei einer Hangneigung über 9 bis 12 Prozent.

### Regionale Verbreitung in Bayern
In weiten Bereichen des Hügel- und Berglandes, insbesondere auf Lößstandorten sind Ackerterrassen als historisches Kulturlandschaftselement verbreitet und wirken landschaftsbildprägend. Zudem kommen sie auf Grünlandstandorten, beispielsweise im Voralpenland vor und stellen Relikte der historischen Landnutzungsform dar. Diese Standorte verdeutlichen den Wandel in der Landwirtschaft von Ackerbau zu reiner Grünland- und Milchviehwirtschaft ab Mitte des 19. Jahrhunderts. In südexponierten Lagen sind Ackerterrassen ebenso verbreitet.

### Regionale Verbreitung im Teutoburger Wald
Am Südhang des Teutoburger Waldes wurden auf der Basis einer Auswertung digitaler Geländemodelle heute bewaldeter Bereiche allein im Abschnitt zwischen Bad Iburg und Dissen a.T.W. (einschl. des Kleinen Berges zwischen Bad Laer und Bad Rothenfelde) 1300 Hektar terrassierte Ackerfluren identifiziert. Sie sind vermutlich mittelalterlichen Ursprungs. Ihre ackerbauliche Bewirtschaftung endete möglicherweise mit dem Beginn einer erosionsträchtigen Starkregen- und Sturmperiode im 14. Jahrhundert und der sich anschließenden Kleinen Eiszeit.

### Verbreitung in der Schweiz
In der Schweiz ist dieses Kulturgut besonders in den Berggebieten romanischer Kulturtradition, wie im Unterengadin verbreitet. Ein prägnantes Beispiel sind die Ackerterrassen in Ramosch.

### Asien

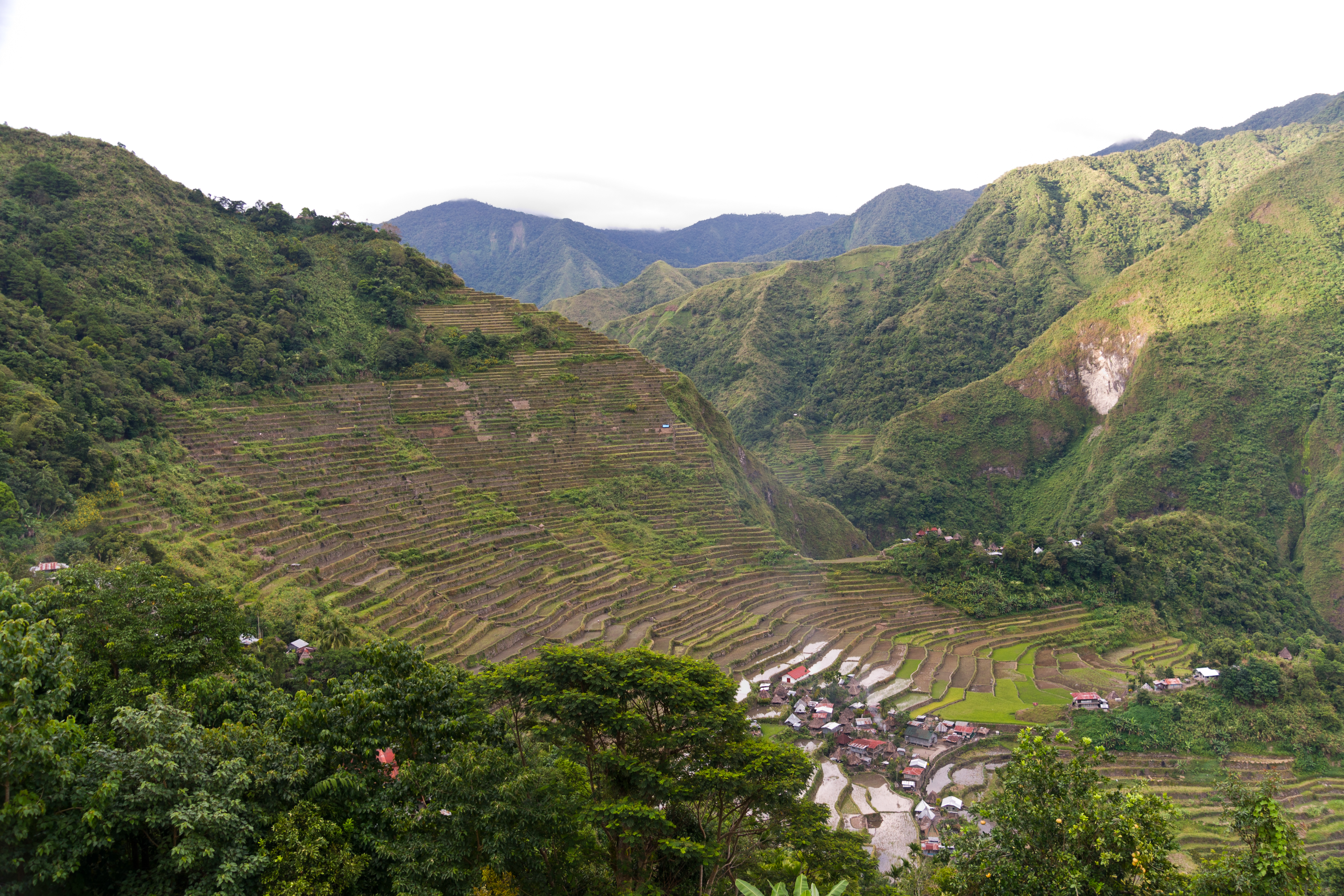
Terrassen von Banaue

Die Reisterrassen in Südostasien und China haben eine lange währende Geschichte und wurden aufgrund ihrer Einzigartigkeit und Authentizität zum Weltkulturerbe erklärt. Auf den Philippinen werden sie auch das achte Weltwunder oder Treppe zum Himmel genannt. In China wird der Begriff Leitern zum Himmel für die Hani Reisterrassen verwendet.

#### Terrassen von Banaue (Philippinen)
Die berühmten, 2000 Jahre alten Terrassen von Banaue im Norden der Philippinen, auf der Insel Luzon, sind auf einer Höhe von 1000 bis 2000 Meter gelegen. Die Reisterrassen von Banaue gehören zu einer Gruppe verschiedener Reisfelder in der Region. Dazu zählen auch die Terrassen von Batad, Bangaan, Mayoyao, Hapao und Kiangan, diese Reisterrassen wurden neben Banaue von der UNESCO 1995 als Weltkulturerbe eingestuft.

#### Reisterrassen der Hani am Roten Fluss (China)

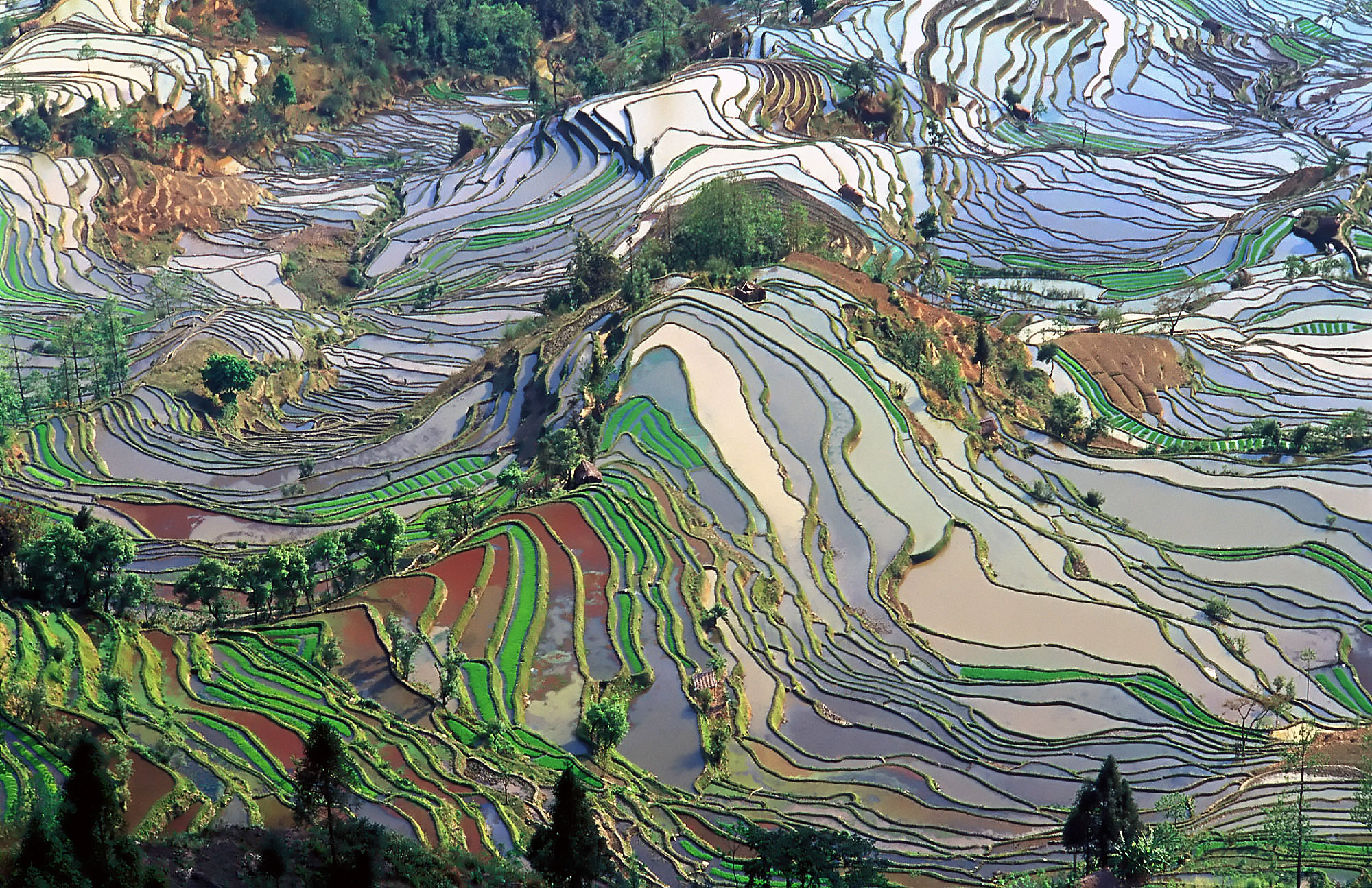
Honghe Hani Reisterrassen

Im Süden der chinesischen Provinz Yunnan befinden sich die Reisterrassen der Hani am Roten Fluss, die mit 16,603 Hektar Fläche zu den größten Reisterrassen der Welt zählen und 2013 von der UNESCO in die Liste der Weltkulturerbeobjekte aufgenommen wurde.

## Heutige Situation
Die Entstehung von Ackerterrassen hat sehr lange Zeiträume in Anspruch genommen. Viele Generationen wirkten an der Anlage mit. Das ist Ausdruck der historischen Dimension dieses prägenden Kulturlandschaftselements.
Eine maschinelle Bewirtschaftung der Standorte ist aufgrund der Kleinteiligkeit und schwierigen Erschließung häufig nicht möglich. Infolgedessen werden sie heute als Grün- und Weideland genutzt oder wurden im Zuge der Zeit aufgeforstet.
In der jüngeren Vergangenheit wurden die Geländestufen im Zuge der Flurbereinigung häufig eingeebnet, um größere Parzellen zu erhalten. Erhaltene Geländestufen, die in der Landschaft als Gehölzstreifen zu erkennen sind, mit den damit verbundenen Ackerterrassen sind aus Sicht des Naturschutzes sowie der Denkmalpflege erhaltenswert.